# Jack och bönstjälken

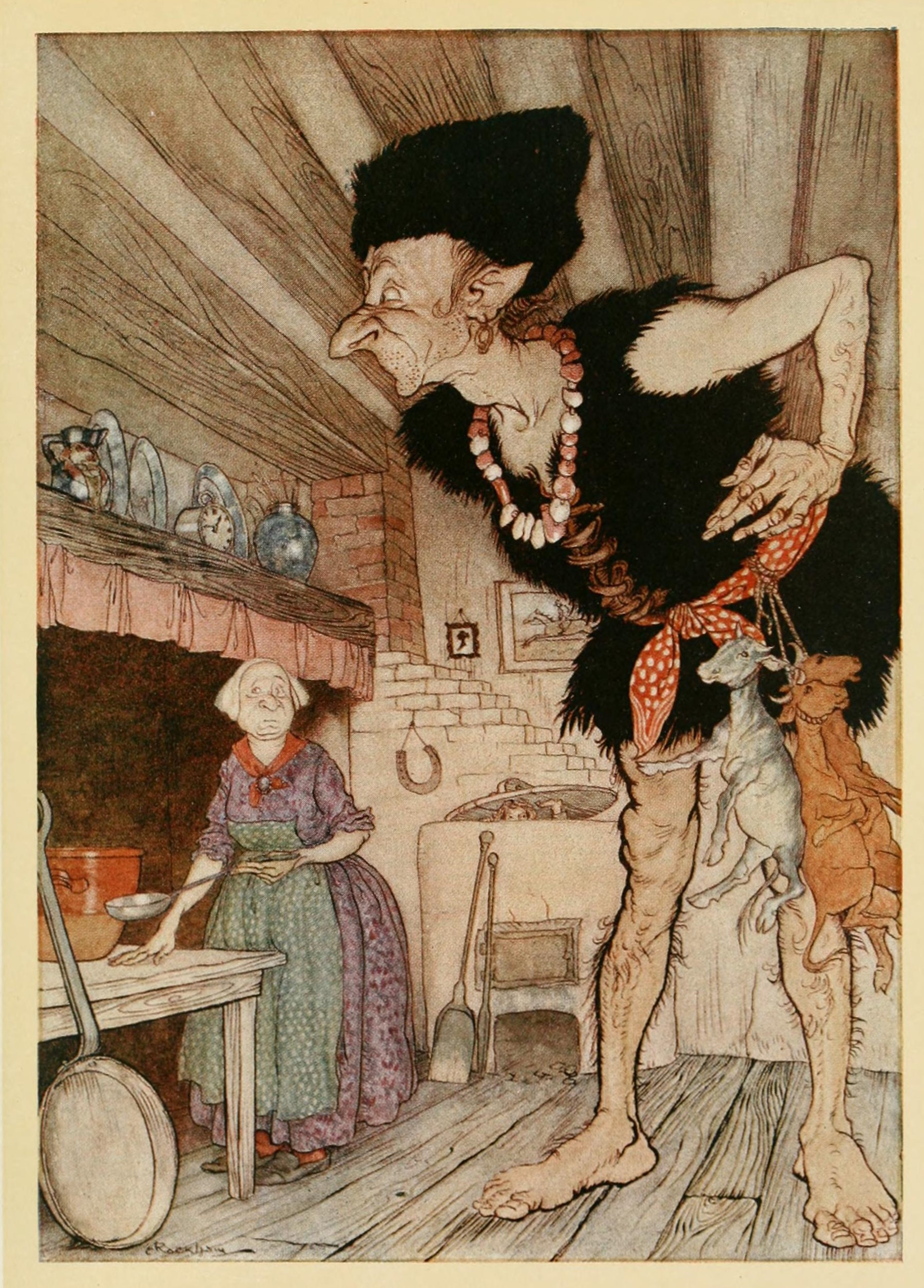
Illustration av Arthur Rackham från 1918.

Jack och bönstjälken (eller "Jack och bönstängeln") är en engelsk folksaga (originaltitel: Jack and the Beanstalk).

## Jämför även
- Berättelsen om Jakobs stege (Gamla Testamentet)